# One Corporate Centre
Het One Corporate Centre, ook bekend als het One Corporate Center, is een wolkenkrabber in Pasig City, Filipijnen. De bouw van de kantoortoren begon in 2005 en werd in 2009 voltooid.

## Ontwerp
Het door Philip H Recto Architects ontworpen One Corporate Centre is 202 meter hoog en bevat in totaal 17 liften. Hiervan vervoeren 14 liften personen tussen de kantoorverdiepigen, 2 liften vervoeren personen tussen de ondergrondse parkeergarage en de lobby en 1 lift is voor goederen. Naast 54 bovengrondse verdiepingen, bevat het gebouw ook 9 ondergrondse etages. Het gebouw bevat een met graniet beklede lobby van vijf verdiepingen hoog en 7 verdiepingen met winkels. Het biedt ook plaats aan restaurants en een fitnesscentrum.